# Кнудсен, Ларс
Ларс Рамкильд Кнудсен (21 февраля 1962) — датский математик и исследователь в области криптографии, профессор кафедры математики в Датском техническом университете. Его исследования включают в себя разработку и анализ блочных шифров, хеш-функции и коды аутентичности сообщений (MACs).
Кнудсен — один из основателей криптоанализа невозможных дифференциалов и интегрального криптоанализа. Ларс является одним из разработчиков Grøstl.

## Биография
Ларс Кнудсен родился 21 февраля 1962 года в Дании. Его карьера началась с нескольких ранних работ в банковской сфере. Однако, в 1984 году Ларс поступил в Датский Университет Орхуса (англ. Aarhus University). Изучал математику и информатику, по совету своего научного руководителя Айвана Бьерре Дамгарда (англ. Ivan Bjerre Damgard). По словам Ларса, именно благодаря своему научному руководителю, он сделал выбор в пользу изучения дифференциального криптоанализа.
В 1992 году получил степень магистра, а уже в 1994 — степень доктора философии. С 1997 по 2001 год работал в Бергенском университете, Норвегия. Был дважды избран директором Международной ассоциации криптографических исследований (IACR) с января 2001 года по декабрь 2003 года и с января 2004 года по декабрь 2006 года. C 2003 по 2010 год был помощником редактора журнала о криптологии, являющемся официальным журналом IACR. Выступал на конференциях и семинарах IACR. Его доклады присутствуют на 7 научных конференциях. В данный момент Кнудсен — профессор, заведующий кафедрой математики в Техническом университете Дании. Возглавляет группу криптоаналитиков университета и является одним из разработчиков шифров, криптографических протоколов IEEE по криминалистике и безопасности. Один из руководителей исследовательского центра FICS (Foundations in Cryptology and Security).
Ларс Кнудсен принимал активное участие в конкурсе на новый криптостандарт AES. На нём он был единственным криптоаналитоком, который представлял сразу два проекта DEAL (Норвегия, Канада) и Serpent (Великобритания, Израиль, Норвегия). Казус с тем обстоятельством, что Кнудсен везде фигурирует как представитель Норвегии, объясняется чрезвычайной мобильностью датского ученого, за несколько последних лет перед конкурсом уже успевшего поработать во Франции, Швейцарии и Бельгии. На момент проведения конкурса AES Ларс преподавал криптологию в университет Бергена, Норвегия.
Известно также, что его число Эрдёша равно 3.

## Научные исследования
Во всём мире Ларс Кнудсен известен благодаря знаменитым атакам на шифры SAFER и SQUARE, его работам по криптоанализу невозможных дифференциалов и интегрального криптоанализа. Кнудсен впервые предложил использовать усечённые дифференциалы для атак на 6-раундовый DES. В дальнейшем этот метод был использован и для атак на Skipjack и SAFER с усечённым числом раундов. Также Ларс разработал шифры DEAL и Serpent (последний вместе с англичанином Россом Андерсоном и израильтянином Эли Бихамом). Ещё одной разработкой Кнудсена является Grøstl, хеш-функция, один из пяти финалистов конкурса NIST SHA-3.

### Интегральный криптоанализ
Интегральный криптоанализ — это вид криптоанализа частично применимый для атак на блочные шифры, основанные на подстановочно-перестановочных сетях. Он был сформулирован Ларсом Кнудсеном в процессе поиска атаки на шифр SQUARE, поэтому в литературе его часто называют Square-атакой. Метод был расширен и применён на сходные с Square шифры CRYPTON, Rijndael, и SHARK. Модификации Square-атаки также были применены к шифрам Hierocrypt-L1, IDEA, Camellia, Skipjack, MISTY1, MISTY2, SAFER++, KHAZAD и FOX (сейчас называемый IDEA NXT).
Интегральный криптоанализ построен на принципе рассмотрения набора открытых текстов, в которых одна часть остаётся константой, а вторая варьируется всеми возможными способами. Например, атака может использовать набор из 256 открытых текстов, в которых все кроме 8 бит варьируются. Очевидно, что XOR этого набора равен нулю. XOR соответствующего набора шифротекстов даёт нам информацию о работе алгоритма шифрования. Такой метод использования большого набора открытых текстов вместо пары, как в дифференциальном криптоанализе, и дал название «интегральный».

### Криптоанализ невозможных дифференциалов
Криптоанализ невозможных дифференциалов является разновидностью дифференциального криптоанализа, применённого к блочным шифрам. В обыкновенном дифференциальном криптоанализе рассматривается разница, имеющая некоторую конечную вероятность, в криптоанализе невозможных дифференциалов — разница, имеющая вероятность 0, то есть «невозможная».
Эта методика была впервые описана Ларсом Кнудсеном в заявке на конкурс AES по шифру DEAL. Название методике дали Эли Бихам, Алекс Бирюков и Ади Шамир на конференции CRYPTO’98.
Этот метод нашёл широкое применение и был использован в атаках на шифры IDEA, Khufu и Khafre, E2, разновидности Serpent, MARS, Twofish, Rijndael, CRYPTON, Zodiac (cipher), Hierocrypt-3, TEA, XTEA, Mini-AES, ARIA, Camellia, и SHACAL-2.

### Атака на шифр SAFER
SAFER K-64 является итеративно блочным шифром. Алгоритм работает с 64-битовым блоком и 64-битовым ключом. Кнудсен обнаружил слабое место в распределении ключей. Их генерация в алгоритме была совсем не трудной. Первым подключом является сам ключ пользователя. Следующие подключи генерируются процедурой {\displaystyle K_{i+1}=\left({K_{i}<<<3i}\right)+c_{i+1}}. Операция <<< — циклический сдвиг влево на 3 бита внутри каждого байта ключа.
Константа {\displaystyle c_{i}} получается из формулы {\displaystyle c_{ij}=45^{45^{((9i+j){\mbox{ mod }}256)}{\mbox{ mod }}257}{\mbox{ mod }}257}, где j — номер байта константы {\displaystyle c_{i}}. Слабость этого алгоритма заключалась в том, что почти для каждого ключа найдется не меньше одного(иногда даже 9) другого ключа, который при шифровании какого-то другого сообщения дает нам тот же самый шифрованный текст, то есть {\displaystyle F(M_{1},K_{1})=F(M_{2},K_{2})}. Кнудсен установил, что число различных открытых текстов, которые шифруются одинаковыми шифротекстами приблизительно {\displaystyle 2^{22}} — {\displaystyle 2^{28}} из возможных {\displaystyle 2^{64}} текстов. В итоге с помощью анализа от {\displaystyle 2^{44}} до {\displaystyle 2^{47}} открытых текстов можно найти 8 бит исходного ключа, состоящего из 64 бит. Затем этот алгоритм был усовершенствован самим Кнудсеном до SAFER SK-64.
Существует шутка, что SK расшифровывается как Stop Knudsen, или в переводе «Остановить Кнудсена». Она появилась вследствие того, что новый алгоритм делал атаку Кнудсена безуспешной. На самом деле, SK расшифровывается как Strengthened Key Schedule, означающее «Усиленное расширение ключа».

### Атака на шифрSQUARE
В 1997 году Ларс Кнудсен вместе со своими коллегами Йоаном Дайменом (англ. Joan Daemen) и Винсентом Рэйменом (англ. Vincent Rijmen) разработали атаку на блочный шифр SQUARE. Сам алгоритм состоял из 6 раундов, включающих 4 операции, линейное преобразование строк, нелинейную замену байт, транспонирование и сложение с ключом. Они выбрали атаку на основе подобранного открытого текста. Основная идея заключалась в выборе наборов текста. Было обнаружено, что из 256 выбранных открытых текстов найдутся два, которые однозначно определят ключ шифрования с подавляющим успехом, если бы шифр состоял из 4 раундов. Затем атака была продолжена на 5 и 6 раунды и успешно завершена, хотя и была невозможна из-за отсутствия современных технологий. Тем не менее, она считалась актуальной, так как она считалась одной из самых быстрых.

### Хеш-функция, основанная на блочном шифре
В своей статье «Hash functions based on block ciphers and quaternary codes»(«Хеш-функции, основанные на блочных шифрах и четвертичных кодах») Ларс Кнудсен показал, что разработка эффективной хеш-функции с минимальной встроенной памятью на основе m — битного блочного шифра представляет собой трудную задачу. Более того, ни одна из рассмотренным им хеш-функций не обеспечивала защиты лучше, чем 2^m получаемой методом «грубой силы». Изменяя модель немного(например, путём увеличения размера внутреннее памяти, а также путём введения выходных преобразований), можно получить функцию сжатия и, таким образом, хеш-функцию, для которой безопасность может быть доказана на основе вероятных предположений, сформулированных Кнудсеном. Предлагаемый им метод являлся как лучшим на текущий момент (а именно скорость шифрования равной {\displaystyle {\frac {1}{4}}} или 4 для хеширования одного блока), так и обеспечивал высокий уровень безопасности, или более высокую эффективность при тех же уровнях безопасности. Для большого значения встроенной памяти, скорости близки к тем, которые могут быть получены. Кроме того, хеш-функция обеспечивает высокую степень параллелизма, которая даст ещё более эффективную реализацию.

### ИсследованиеRMAC
RMAC — система аутентификации на основе блочных шифров. В настоящее время алгоритмы блочного шифра, одобренные, чтобы использоваться в RMAC, являются AES и тройной-DES. В своей работе Кнудсен проанализировал эту систему и получил, что схема позволяет атаковать некоторый контроль над одним из двух ключей основного блочного шифра и это позволяет предпринять несколько связно-ключевых атак на RMAC. Также он описал эффективное нападение на RMAC при использовании с тройной-DES и общую атаку на RMAC, которая может быть использована по поиску одного ключа из двух быстрее, чем полный перебор. Его атака на RMAC-DES требует {\displaystyle 2^{16}} набранных сообщений, которая практически возможна с сегодняшней скоростью обработки.

### Исследование 3gpp-MAC
В своей работе Кнудсен исследовал фальсификацию и атаку на ключ восстановления на аутентификационной схеме 3gpp-MAC, предложенной в 3gpp спецификацию. Он предложил три основных класса атак. Атаки в первом классе используют большое количество «выбранных MACs», во втором классе используют большое количество «известных MACs», а в третьем классе требуется большое количество проверок MAC, но очень мало «известных MACs» и совсем не требуют «выбранных MACs». Первый класс предоставляет как фальсификацию, так и атаку на ключ восстановления, в то время как, второй и третий классы только атаку на ключ. Принимаются во внимание, как простые ключи(single-key), так и двойные ключи(two-key). Атака фальсификации имеет отношение к обоим видам ключей, в то время как, атака на ключ восстановления относится только ко второму варианты(two-key).

### Анализхеш-функцииCRUSH
Структура хеш-функции CRUSH показана на рисунке. Функция состоит их буфера данных (data buffer), компоненты биекционного выбора (Bijection Selection Component) логических (булевых) функций и биективной функции B (эффективного блочного шифра, для которого текст берется из буфера данных). Кнудсен показал, что CRUSH или более общий метод повторного деления на два (Iterated Halving) не удовлетворяют требованиям хороших хеш-функций или с точки зрения безопасности или выполнения. Он показал, как генерировать коллизии и вторые прообразы для использования Повторного деления на два (Iterated Halving). Возможность создания таких коллизий основана на функции B. Сложность этих атак является чрезвычайно малой и составляет всего лишь десяток расшифровок функции B, независимо от размера. Атаки применяются, когда используется любой блочный шифр, включая AES с 192-битовыми и AES c 256-битовыми ключами.

## Наиболее известные работы
- 1996 год — вместе с Бартом Пренелем (англ. Bart Preneel) предложил способ создания хеш-функций, основанных на блочных шифрах. В работе Кнудсен продемонстрировал новую атаку LOKIDBH, которая разбила последний подкласс широкого класса эффективных хеш-функций, ранее предложенных в литературе.
- Рассмотрел нелинейные приближения в линейном криптоанализе и получил обобщение криптоаналитических методов Мацуи. Это позволило достичь большей гибкости в криптоатаках. Достижения были продемонстрированы на примере атаки на LOKI91.
- Подробно исследовал шифр SAFER на устойчивость[7]. Разработал атаку, которая привела к значительной модификации алгоритма шифрования и появлению SAFER-SK (в шутку друзья Ларса расшифровывали SK как Stop Knudsen, хотя в действительности это означает Strengthened Key schedule).
- 1997 год — в статье «The Block Cipher Square»[8] предложил атаку на 128-битный шифр SQUARE, которая положила начало новой ветви криптоанализа — интегральному криптоанализу. Подробно исследовал шифр IDEA с урезанным количеством раундов. Опубликовал работу, посвящённую слабостям этого алгоритма.
- 1998 год — в команде разработчиков (Росс Андерсон, Эли Бихам) предложил симметричный блочный алгоритм шифрования Serpent[9], который стал одним из финалистов второго этапа конкурса AES. Разработал алгоритм шифрования DEAL[10], основанный на DES.
- 1999 год — вёл исследования по быстрому аппаратному шифрованию.
- 2000 год — совместно с Вилли Мейером (англ. Willi Meier) опубликовал подробный анализ очередного кандидата AES — RC6.
- 2001 год — инициировал исследования в области онлайн шифров и Hash-CBC конструкций. Занимался исследованием устойчивости алгоритма Skipjack.
- 2002 год — выступил с докладом «Достижения в области криптографии» на EUROCRYPT 2002, а также занимался цифровыми подписями и кодами, исправляющими ошибки. Исследовал безопасность шифров Фейстеля с шестью раундами и менее.
- 2003—2004 годы — исследовал 3gpp-MAC и RMAC, а также выступал на конференциях ESORICS и AES.
- 2005 год — опубликовал концепцию криптографической хеш-функции SMASH[англ.], а также разработал атаки на MD2 и RMAC.
- 2007 год — опубликовал подробный анализ хеш-функции CRUSH.
- 2009 год — выступил на EUROCRYPT[англ.] с докладом о рандомизации для усиления защищённости цифровых подписей, а также на CRYPTO с докладом о криптоанализе C2[англ.].

Всего Ларс Кнудсен опубликовал более 70 работ по очень широкому спектру тем, таких как R-MAC схема, хеш-функции SHA-1 и MD2, множество блочных шифров — DES, DFC, IDEA, ICE, LOKI, MISTY1, RC2, RC5, RC6, SC2000, Skipjack, SQUARE и SAFER. Выступал на конференциях также с докладами по помехоустойчивым кодам. Участвовал в разработках систем навигации роботов.

## Коллеги
В данный момент Ларс Кнудсен возглавляет секцию криптографии в Датском Техническом Университете. По состоянию на май 2014 года, в эту рабочую группу входят (доктора философии):
- Андрей Богданов (англ. Andrey Bogdanov) — профессор,
- Кристиан Рехбергер (англ. Christian Rechberger) — профессор,
- Эльмар Тишхаузер (англ. Elmar Tischhauser) — профессор,

а также несколько постдоков и аспирантов.